# Vlag van Blokker

Vlag van de gemeente Blokker

De vlag van Blokker is op 21 juni 1962 vastgesteld als de gemeentelijke vlag van de Noord-Hollandse gemeente Blokker. De vlag bestaat uit drie gelijke banen, de bovenste en onderste in groen; de middelste baan is onderverdeeld in vijf gelijke banen in zwart en geel.
De vlag is afgeleid van het gemeentewapen, waarbij de boom is weergegeven als een gele lijn met daarin drie zwarte lijnen die de drie vogels in de boom weergeven.
Het gemeentelijk dundoek bleef tot 1 januari 1979 in gebruik, op die dag is de gemeente opgegaan in de gemeenten Hoorn en Bangert (later hernoemd tot Drechterland).

## Verwante afbeelding

Wapen van Blokker

Akersloot
· Andijk
· Anna Paulowna 
· Assendelft 
· Beemster 
· Bennebroek 
· Blokker 
· Broek in Waterland 
· Bussum 
· Callantsoog 
· Edam 
· Egmond 
· Egmond aan Zee 
· Egmond-Binnen 
· Graft-De Rijp 
· 's-Graveland 
· Haarlemmerliede en Spaarnwoude 
· Harenkarspel 
· Heerhugowaard 
· Hensbroek 
· Hoogwoud 
· Ilpendam 
· Jisp 
· Krommenie 
· Langedijk 
· Limmen 
· Marken 
· Midwoud 
· Monnickendam 
· Muiden 
· Naarden 
· Nederhorst den Berg 
· Nibbixwoud 
· Niedorp 
· Noorder-Koggenland 
· Obdam 
· Opperdoes 
· Schermer 
· Schermerhorn 
· Schoorl 
· Sint Maarten 
· Terschelling 
· Terschelling en Vlieland 
· Twisk 
· Venhuizen 
· Vlieland 
· Warmenhuizen
· Weesp
· Wervershoof 
· Wester-Koggenland 
· Westwoud 
· Westzaan 
· Wieringen 
· Wieringermeer 
· Wijdewormer 
· Wognum 
· Wormer 
· Wormerveer 
· Zaandam 
· Zaandijk 
· Zeevang 
· Zijpe